# Prato allo Stelvio
Olaszul Prato allo Stelvio, németül Prad am Stilfserjoch (röviden Prad) falu Olaszországban, Bolzano autonóm megyében, Dél-Tirolban, Vinschgau községben. Lakosainak száma 3803 fő (2023. január 1.). Prato allo Stelvio Glorenza, Sluderno, Stilfs, Tubre, Lasa (Dél-Tirol) és Müstair községekkel határos. Olaszország legmagasabban fekvő hegyi hágója, a Stilfser Joch egyik végpontja.

## Népesség
A település népességének változása:
| Lakosok száma | 3566 | 3606 | 3803 |
|               | 2017 | 2018 | 2023 |